# Rektorat Matki Bożej Różańcowej w Rożubowicach
Rektorat Matki Bożej Różańcowej w Rożubowicach – rektorat rzymskokatolicki znajdujący się w archidiecezji przemyskiej w dekanacie Przemyśl III. 

## Historia
Rożubowice należały do parafii w Hermanowicach. W 1981 roku Antonina Szyputat ufundowała zakup działki z budynkiem na przyszłą kaplicę.
W 1984 roku rozpoczęto budowę kościoła filialnego, który 28 października 1990 roku został poświęcony przez bpa Ignacego Tokarczuka.
W 2002 roku kościół filialny został przydzielony do parafii w Krównikach. Następnie kościół został przemianowany na rektoralny z własnym duszpasterzem.
Na terenie rektoratu w Rożubowicach jest 310 wiernych. Od 2008 roku rektorem kościoła jest ks. kan. Stanisław Kaszowski.